# Macroglossum semifasciata
Macroglossum semifasciata är en fjärilsart som beskrevs av George Francis Hampson 1892. Macroglossum semifasciata ingår i släktet Macroglossum och familjen svärmare. Inga underarter finns listade i Catalogue of Life.